# Ноблс (округ)
Ноблс (англ. Nobles County) — округ в штате Миннесота, США. Административный центр и крупнейший город — Уэртингтон. По переписи 2000 года в округе проживают 20 832 человека. Площадь — 1871 км², из которых 1853 км² — суша, а 18 км² — вода. Плотность населения составляет 11 чел./км².

## История
Первое поселение округа было создано на берегу реки Грейам-Лейкс в 1846 году. Округ был основан в 1857 году.